# سوپ آووکادو

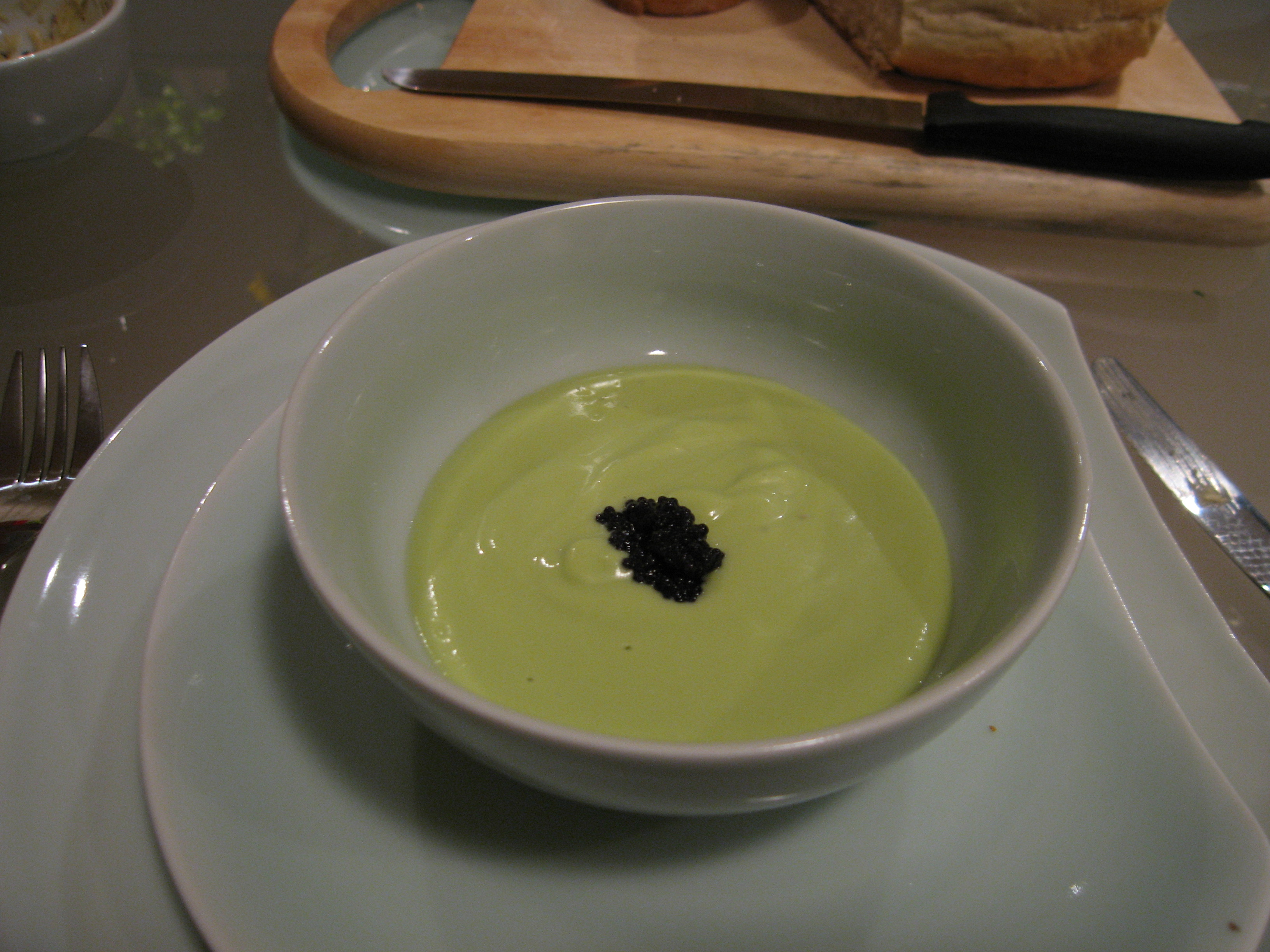
سوپ آووکادو گارنیش شده با خاویار

سوپ آووکادو نوعی سوپ میوه است که از آووکادو به عنوان ماده اصلی استفاده می‌کند. از دیگر مواد ضروری استفاده شده در این خوراک می‌توان به شیر، خامه، دوغاب، آب گوشت و آب‌لیمو اشاره کرد. همچنین مواد دیگر دل‌به‌خواه این خوراک شامل پیاز، موسیر، سیر، سس تند، فلفل قرمز، فلفل هندی و زیره می‌شود.
این خوراک در مکزیک محبوبیت بسیار زیادی دارد.
معمولاً آووکادوها به صورت پوره، له شده، خلال شده، ریز شده یا برای گارنیش استفاده می‌شود.
رنگ سوپ با توجه به برخورد زیاد با هوا به قهوه‌ای تغییر کند اما این تغییر رنگ تأثیری در مزه سوپ ندارد.